# Dipsas maxillaris
Dipsas maxillaris este o specie de șerpi din genul Dipsas, familia Colubridae, descrisă de Werner 1909. Conform Catalogue of Life specia Dipsas maxillaris nu are subspecii cunoscute.